# Maerua gilgii
Maerua gilgii är en kaprisväxtart som beskrevs av Schinz. Maerua gilgii ingår i släktet Maerua och familjen kaprisväxter. Inga underarter finns listade i Catalogue of Life.